# Pyrrhia olivaria
Pyrrhia olivaria là một loài bướm đêm trong họ Noctuidae.